# Spartaeus banthamus
Spartaeus banthamus là một loài nhện trong họ Salticidae.
Loài này thuộc chi Spartaeus. Spartaeus banthamus được Dmitri Viktorovich Logunov & Azarkina miêu tả năm 2008.